# Kanton Bourg-en-Bresse-Sud
Kanton Bourg-en-Bresse-Sud (fr. Canton de Bourg-en-Bresse-Sud) byl francouzský kanton v departementu Ain v regionu Rhône-Alpes. Skládal se pouze z jižní části města Bourg-en-Bresse. Zrušen byl po reformě kantonů 2014.